# Noelia Hurtado
Noelia Hurtado, argentinska plesalka, * 14. april 1988.
Noelia je ena izmed vzhajajočih zvezd argentinskega tanga. Skupaj s plesalcem Pablom Rodriguezom nastopata in poučujeta na internacionalnih festivalih tanga po vsem svetu. Nase sta opozorila z zmago v salonskem tangu na tekmovanju v Metropolitanu v Buenos Airesu leta 2007.